# Thomas L. Saaty
Thomas L. Saaty (18 juillet 1926 - 14 août 2017) est professeur émérite à l'Université de Pittsburgh. Il est considéré comme l'un des pionniers de la recherche de l'aide à la décision aux États-Unis. 
Il initie la théorie du processus de hiérarchie analytique dit AHP (Analytic Hierarchy Process), un cadre de l'analyse décisionnelle à grande échelle, multipartite et multicritère, ainsi que le processus de réseau analytique (ANP) reposant sur un principe de réseau de neurones.

## Biographie
Thomas L. Saaty est né à Mossoul, en Irak sous administration britannique où son père est  entrepreneur dans une usine de fabrication. Issu d’une famille chrétienne, Thomas L. Saaty étudie dans un lycée  au Liban. A 19 ans, il part aux États-Unis pour étudier au collège de Columbia et l'Université Catholique Américain. Il  poursuit ses études de deuxième cycle en mathématiques puis un doctorat à l'Université de Yale en 1953. 
En 1958, Thomas L. Saaty est  nommé officier de liaison scientifique auprès de l'ambassade des États-Unis à Londres. A son retour aux États-Unis l'année suivante, il est nommé directeur de la planification avancée à l'Office of Naval Research avant de rejoindre l'Agence du contrôle des armements et du désarmement (ACDA) du département d'État en tant qu'analyste scientifique. Ses travaux scientifiques sur le règlement des conflits et le désarmement l’ont amené à étudier des problèmes de décision complexes.
À partir de 1970, face à l'émergence des systèmes d'aide à la décision multicritère, Thomas L. Saaty introduit une méthode de type hiérarchique soit l'Analyse Hiérarchique des Procédés, couramment appelé AHP (Analytical Hierarchical Process). Cette méthode vise à décomposer le problème de décisions à travers une hiérarchie de critères et à évaluer le poids des critères par le calcul du propre d'une matrice de comparaisons binaires entre les critères. Par la suite, il généralise cette méthode avec l’Analytical Network Process (ANP).
Il a écrit plus de 35 livres et 350 articles sur les mathématiques, la recherche opérationnelle et la prise de décision.  Ses domaines de recherche est de nature pluridisciplinaire incluant des sujets dont  la théorie des graphes et ses applications, les mathématiques non linéaires, la planification analytique, la théorie des jeux et la résolution des conflits.

### Analyse multicritère hiérarchique (Analytic Hierarchy Process)
- 1980 The Analytic Hierarchy Process: Planning, Priority Setting, Resource Allocation,  (ISBN 0-07-054371-2), McGraw-Hill
- 1982 Decision Making for Leaders: The Analytical Hierarchy Process for Decisions in a Complex World,  (ISBN 0-534-97959-9), Wadsworth. 1988, Paperback,  (ISBN 0-9620317-0-4), RWS
- 1982 The Logic of Priorities: Applications in Business, Energy, Health, and Transportation, with Luis G. Vargas,  (ISBN 0-89838-071-5) (Hardcover)  (ISBN 0-89838-078-2) (Paperback), Kluwer-Nijhoff
- 1985 Analytical Planning: The Organization of Systems, with Kevin P. Kearns,  (ISBN 0-08-032599-8), Pergamon
- 1989 Conflict Resolution: The Analytic Hierarchy Process, with Joyce Alexander,  (ISBN 0-275-93229-X), Praeger
- 1991 Prediction, Projection and Forecasting: Applications of the Analytic Hierarchy Process in Economics, Finance, Politics, Games and Sports, with Luis G. Vargas,  (ISBN 0-7923-9104-7), Kluwer Academic
- 1992 The Hierarchon: A Dictionary of Hierarchies, with Ernest H. Forman,  (ISBN 0-9620317-5-5), RWS
- 1994 Fundamentals of Decision Making and Priority Theory with the Analytic Hierarchy Process,  (ISBN 0-9620317-6-3), RWS
- 1994 Decision Making in Economic, Social and Technological Environments, with Luis G. Vargas,  (ISBN 0-9620317-7-1), RWS
- 1996 Vol. III and IV of the Analytic Hierarchy Process Series,  (ISBN 1-888603-07-0) RWS
- 2001 Models, Methods, Concepts & Applications of the Analytic Hierarchy Process, with Luis G. Vargas,  (ISBN 0-7923-7267-0), Kluwer Academic
- 2007 Group Decision Making: Drawing Out and Reconciling Differences, with Kirti Peniwati,  (ISBN 1-888603-08-9), RWS
- 2008 Decision making with the analytic hierarchy process, Int. J. Services Sciences, Vol. 1, No. 1, 2008 (http://www.colorado.edu/geography/leyk/geog_5113/readings/saaty_2008.pdf) - includes a statement of priority scales which measure intangibles in relative terms.

### Analyse multicritère via un réseau (Analytic Network Process)
- 1996 Decision Making with Dependence and Feedback: The Analytic Network Process,  (ISBN 0-9620317-9-8), RWS
- 2005 Theory and Applications of the Analytic Network Process: Decision Making with Benefits, Opportunities, Costs and Risks,  (ISBN 1-888603-06-2), RWS
- 2005 The Encyclicon, A Dictionary of Decisions with Dependence and Feedback based on the Analytic Network Process, with Müjgan S. Özdemir,  (ISBN 1-888603-05-4), RWS
- 2006 Decision Making with the Analytic Network Process: Economic, Political, Social and Technological Applications with Benefits, Opportunities, Costs and Risks, with Luis G. Vargas,  (ISBN 0-387-33859-4), Springer
- 2008 The Encyclicon, Volume 2: A Dictionary of Complex Decisions using the Analytic Network Process, with Brady Cillo,  (ISBN 1-888603-09-7), RWS
- 2008 The analytic hierarchy and analytic network measurement processes: Applications to decisions under Risk', European Journal of Pure and Applied Mathematics, 1 (1), 122-196, (2008)

### Réseau de neurones (Neural Network Process)
- 1999 The Brain: Unraveling the Mystery of How it Works, The Neural Network Process,  (ISBN 1-888603-02-X), RWS
- 2009 Principia Mathematica Decernendi: Mathematical Principles of Decision Making - Generalization of the Analytic Network Process to Neural Firing and Synthesis,  (ISBN 1-888603-10-0), RWS

### Recherche opérationnelle
- 1959 Mathematical Methods of Operations Research, no ISBN (translated into Japanese and Russian), McGraw-Hill. 1988 Extended edition,  (ISBN 0-486-65703-5), Dover (paperback)
- 1961 Elements of Queueing Theory with Applications, no ISBN (translated into Russian, Spanish and German), McGraw-Hill

### Mathématiques
- 1964 Nonlinear Mathematics, with J. Bram, no ISBN, McGraw-Hill. 1981 Reprinted as  (ISBN 0-486-64233-X), Dover (paperback)
- 1964-1965 Lectures on Modern Mathematics, Volumes I, II, III (Thomas L. Saaty, Editor), no ISBN (translated into Japanese), John Wiley
- 1965 Finite Graphs and Networks, with R. Busacker, no ISBN (translated into Japanese, Russian, German and Hungarian), McGraw-Hill
- 1967 Modern Nonlinear Equations, no ISBN, McGraw-Hill. 1981, reprinted as  (ISBN 0-486-64232-1), Dover (paperback)
- 1969 The Spirit and Uses of the Mathematical Sciences, (Thomas L. Saaty, Editor, with F.J. Weyl), no ISBN, McGraw-Hill
- 1970 Optimization in Integers and Related Extremal Problems, no ISBN (translated into Russian), McGraw-Hill
- 1977 The Four-Color Problem; Assaults and Conquest,  (ISBN 0-07-054382-8), with Paul C. Kainen, McGraw-Hill. 1986 Revised edition,  (ISBN 0-486-65092-8), Dover (paperback)

### Mathématiques appliqués
- 1968 Mathematical Models of Arms Control and Disarmament,  (ISBN 0-471-74810-2), John Wiley
- 1973 Topics in Behavioral Mathematics, no ISBN, Mathematical Association of America
- 1981 Thinking with Models: Mathematical Models in the Physical, Biological, and Social Sciences, with Joyce Alexander, hardback  (ISBN 0-08-026475-1), paperback  (ISBN 978-0-08-026474-5), Pergamon

### Autre(s) sujet(s)
- 1973 Compact City, with George B. Dantzig, hardback  (ISBN 0-7167-0784-5), paperback  (ISBN 0-7167-0794-2) (translated into Japanese and Russian), W.H. Freeman
- 1990 Embracing the Future, with Larry W. Boone,  (ISBN 0-275-93573-6), Praeger
- 2001 Creative Thinking, Problem Solving & Decision Making,  (ISBN 1-888603-03-8), RWS
- 2013 Compact City: The Next Urban Evolution in Response to Climate Change,  (ISBN 1-888603-12-7), RWS